# رومن شیشکین
رومن الکساندروویچ شیشکین (روسی: Роман Александрович Шишкин؛ زادهٔ ۲۷ ژانویهٔ ۱۹۸۷) بازیکن فوتبال اهل روسیه است.
از باشگاه‌هایی که در آن بازی کرده‌است می‌توان به لوکوموتیو مسکو، اسپارتاک مسکو و کراسنودار اشاره کرد.
وی همچنین در تیم ملی فوتبال روسیه بازی کرده‌است.